# 原田宗資
原田 宗資（はらだ むねすけ）は、安土桃山時代から江戸時代初期の武将、仙台藩伊達家重臣。桑折弁慶とも。

## 生涯
天正10年（1582年）、伊達家家臣・桑折宗長の子として生まれる。幼名は弁慶。
文禄2年（1593年）7月、文禄の役に従軍していた従兄・原田宗時が対馬にて病死すると、主君・伊達政宗の命で原田家を継いで牡鹿郡大瓜領主となる。文禄4年（1595年）8月24日の秀次事件に際して認められた在京の重臣19人による連判状には、父・宗長と共に署名している。
慶長5年（1600年）6月、政宗は徳川家康の命令により上杉景勝討伐に参加するため、5年ぶりに領国への帰還を許された。しかし、政宗一行が上杉領を通らずに帰国するためには、相馬領を通過する必要があった。相馬家とは天正16年（1588年）の郡山合戦以来の根深い対立関係があり、相馬家中にはこの機を逃さず政宗を殺すべきという意見も多かった。このままでは無事に本国へ帰還することは不可能であったため、政宗は宗資に相馬方との折衝を命じる。宗資は相馬家重臣・水谷胤重と会談して家中の説得を依頼し、その結果、相馬義胤から領内通過の許可を得ることに成功、一行は無事に本国に帰還することができた。
慶長11年（1606年）12月、政宗の長女・五郎八姫と松平忠輝との婚礼の際には、貝桶渡しの役を務め、慶長20年（1615年）には大坂夏の陣に従軍して多くの首級を挙げ、同年軍功により4,000石に加増されて柴田郡船岡城主となった。
元和9年（1623年）6月14日、仙台において病死した。享年42。この後、嫡子・雅楽（後の宗輔）5歳が家跡相続を命じられる。この宗輔が伊達騒動で有名な原田甲斐である。

## 系譜
- 父：桑折宗長

- 正室：津多（慶月院：伊達政宗の落胤、系譜上は鬼庭綱元の娘）
  - 女子（清水長左衛門室）
  - 女子（梁川宗元室→上遠野守秀室）　
  - 女子（飯坂宗長室）
  - 原田宗輔

```
　　　　　┏山岸安長━━原田宗時
　　　　　┃
桑折景長━╋原田宗政　　
　　　　　┃
　　　　　┗桑折宗長━━原田宗資　　　　　　　　　　　　　　　　　　　　　
　　　　　　　　　　　　　┣━━━原田宗輔　　　　　　　　　　　　　　　
　　　　　　伊達政宗　┏津多　　　　　　　
　　　　　　　┣━━━┫
　　　　　　香の前　　┗亘理宗根

```